# Bisbat de Tehuantepec
El bisbat de Tehuantepec (espanyol:  Diócesis de Tehuantepec, llatí: Dioecesis Tehuantepecensis) és una seu de l'Església Catòlica a Mèxic, sufragània de l'arquebisbat d'Antequera, i que pertany a la regió eclesiàstica Pacífico-Sur. L'any 2014 tenia 1.404.000 batejats sobre una població d'1.740.000 habitants. Actualment està regida pel bisbe Óscar Armando Campos Contreras.

## Territori
La diòcesi comprèn part de l'estat mexicà d'Oaxaca.
La seu episcopal és la ciutat de Santo Domingo Tehuantepec, on es troba la catedral de Sant Domènec.
El territori s'estén sobre 25.000  km², i està dividit en 47 parròquies.

## Història
La diòcesi va ser erigida el 23 de juny de 1891, mitjançant la butlla Illud in primis del Papa Lleó XIII, prenent el territori del bisbat de l'arquebisbat d'Antequera. Originàriament era sufragània de l'arquebisbat de Mèxic.
El 29 de juny de 1951 entrà a formar part de la província eclesiàstica de l'arquebisbat de Veracruz (avui arquebisbat de Jalapa).
El 23 de maig de 1959 cedí part del seu territori a benefici de l'erecció del bisbat de San Andrés Tuxtla.
El 13 de febrer de 1960 esdevingué sufragània de l'arquebisbat d'Antequera en virtut de la butlla Christi exemplum del papa Joan XXIII.
El 21 de desembre de 1964 cedí part del seu territori a benefici de l'erecció de la prelatura territorial de Mixes.

## Cronologia episcopal
- José Mora y del Rio † (19 de gener de 1893 - 12 de setembre de 1901 nomenat bisbe de Tulancingo)
- Carlos de Jesús Mejía y Laguana, C.M. † (15 de setembre de 1902 - 2 de setembre de 1907 dimesso)
- Ignacio Placencia y Moreira † (15 de setembre de 1907 - 27 d'octubre de 1922 nomenat arquebisbe, a títol personal, de Zacatecas)
- Jenaro Méndez del Río † (16 de maç de 1923 - 17 de maç de 1933 nomenat bisbe de Huajuapan de León)
- Jesús Villareal y Fierro † (12 de setembre de 1933 - 23 de maig de 1959 nomenat bisbe de San Andrés Tuxtla)
- José de Jesús Clemens Alba Palacios † (8 d'agost de 1959 - 6 de setembre de 1970 nomenat bisbe auxiliar d'Antequera)
- Arturo Lona Reyes (4 de maig de 1971 - 25 de novembre de 2000 jubilat)
- Felipe Padilla Cardona (25 de novembre de 2000 - 1 d'octubre de 2009 nomenat bisbe de Ciudad Obregón)
- Óscar Armando Campos Contreras, des del 2 de febrer de 2010

## Estadístiques
A finals del 2014, la diòcesi tenia 1.404.000 batejats sobre una població d'1.740.000 persones, equivalent al 80,7% del total.
| any  | població  | població  | població | sacerdots | sacerdots       | sacerdots       | sacerdots             | diaques | religiosos | religiosos | parròquies |
| ---- | --------- | --------- | -------- | --------- | --------------- | --------------- | --------------------- | ------- | ---------- | ---------- | ---------- |
| any  | batejats  | total     | %        | total     | clergat secular | clergat regular | batejats por sacerdot | diaques | homes      | dones      |            |
| 1950 | 500.000   | 520.000   | 96,2     | 20        | 20              |                 | 25.000                |         |            | 27         | 32         |
| 1966 | 300.000   | 320.533   | 93,6     | 28        | 18              | 10              | 10.714                |         | 10         | 85         | 21         |
| 1968 | 245.000   | 255.600   | 95,9     | 33        | 22              | 11              | 7.424                 |         | 11         | 85         | 17         |
| 1976 | 263.500   | 310.000   | 85,0     | 35        | 24              | 11              | 7.528                 | 1       | 13         | 111        | 22         |
| 1980 | 361.000   | 424.000   | 85,1     | 50        | 40              | 10              | 7.220                 |         | 14         | 132        | 28         |
| 1990 | 1.195.000 | 1.406.000 | 85,0     | 46        | 38              | 8               | 25.978                |         | 12         | 114        | 32         |
| 1999 | 1.124.794 | 1.425.694 | 78,9     | 58        | 50              | 8               | 19.393                |         | 13         | 107        | 31         |
| 2000 | 1.135.602 | 1.441.502 | 78,8     | 67        | 59              | 8               | 16.949                |         | 12         | 120        | 33         |
| 2001 | 1.135.602 | 1.441.502 | 78,8     | 75        | 67              | 8               | 15.141                |         | 12         | 120        | 33         |
| 2002 | 1.145.000 | 1.452.000 | 78,9     | 61        | 53              | 8               | 18.770                |         | 9          | 122        | 33         |
| 2003 | 1.250.000 | 1.550.000 | 80,6     | 73        | 66              | 7               | 17.123                |         | 8          | 127        | 35         |
| 2004 | 1.320.000 | 1.625.000 | 81,2     | 76        | 69              | 7               | 17.368                |         | 8          | 122        | 38         |
| 2010 | 1.355.000 | 1.678.000 | 80,8     | 62        | 55              | 7               | 21.854                |         | 11         | 78         | 49         |
| 2014 | 1.404.000 | 1.740.000 | 80,7     | 59        | 51              | 8               | 23.796                |         | 11         | 85         | 47         |